# William Elford Leach
William Elford Leach, född 2 februari 1790 i Plymouth, död 26 augusti 1836 i Tortona, var en engelsk zoolog och marinbiolog.
Leach, som var son till en advokat, gick i skola i Exeter. När han var 12 år gammal läste han anatomi och kemi och redan vid den tiden samlade han marinprover från Plymouthviken och längs Devonkusten. När han var 17 år började han att studera medicin och han tog sin examen vid Edinburgh University och St Andrews University.
1813 återgick han till sitt intresse för zoologi och anställdes som biträdande bibliotekarie vid zoologiavdelningen på British Museum. Han började själv att sortera olika samlingar som hade försummats sedan de hade överlämnats till museet av Hans Sloane. Under sin tid på museet fick han en tjänst som biträdande tillsynsman på naturhistoriska avdelningen och blev expert på kräftdjur och blötdjur. Han arbetade även med insekter, däggdjur och fåglar.
Leachs nomenklatur var något excentrisk. Han namngav 27 djurarter efter sin vän John Cranch, som hade samlat arterna i Afrika och senare avled på HMS Congo. 1818 namngav han nio släkten efter namnet Caroline, eller anagram av det namnet. Caroline var troligen hans älskarinna.
1821 drabbades Leach av ett nervöst sammanbrott på grund av att han var överarbetad och drog sig tillbaka från museet i mars 1822. Hans äldre syster reste med honom genom Europa för att han skulle tillfriskna. De reste i Frankrike, Italien och Grekland. Han avled av kolera i Palazzo San Sebastiano, utanför Tortona, norr om Genua.
Coenraad Jacob Temminck gav 1820 klykstjärtad stormsvala det engelska namnet Leach's Storm-petrel efter honom, men Temminck var inte medveten om att den hade beskrivits av Vieillot. Ett exemplar av fågeln hade köpts in av Leach till British Museum för 5 pund vid försäljningen av William Bullocks samlingar 1819. Vid samma försäljning köpte han en garfågel och ett ägg för strax över 16 pund.
Blåvingad kookaburra, Dacelo leachii, namngavs efter honom.
Under sin tid på British Museum skrev han bland annat följande:
- 1814–1817 Zoological Miscellany
- 1815–1817 Monograph on the British Crabs, Lobsters, Prawns and other Crustacea with pendunculated eyes
- 1816 Systematic catalogue of the Specimens of the Indigenous Mammalia and Birds that are preserved at the British Museum
- 1820 Synopsis of the Mollusca of Great Britain (publicerad postumt 1852)

Auktornamnet Leach kan användas för William Elford Leach i samband med ett vetenskapligt namn inom zoologi.